# Igor Cassina
Igor Cassina (Milão, 15 de agosto de 1977) é um ginasta que compete em provas de ginástica artística pela Itália.
Após um breve período na prática do judô, Igor iniciou-se na ginástica artística aos cinco anos, tutorado por Franco Giorgetti. Em sua primeira competição, aos nove anos, atingiu a quarta colocação geral. A época, o jovem ginasta tinha como ídolo, Dimitri Bilozerchev. Em 1991, foi campeão italiano júnior e três anos mais tarde, saiu-se vencedor da prova da barra fixa e como o primeiro ginasta a ganhar um título júnior absoluto. Em 1999, participou do Mundial de Taijin e no ano seguinte, dos Jogos Olímpicos de Sydney, nos quais atingiu resultados insuficientes para os pódios. Em 2002, conquistou o bronze da barra fixa no Europeu de Patras, sua primeira conquista continental em uma grande competição.
Entre seus maiores êxitos estão um ouro olímpico, conquistado nos Jogos de Atenas, uma prata no Mundial de Anhaneim e três medalhas em campeonatos europeus.
Nos Jogos Olímpicos de Pequim, encerrou participação na quarta posição, superado por Zou Kai, Jonathan Horton e Fabian Hambuchen e, no Europeu de Milão, no ano seguinte, terminou na oitava colocação na final da barra fixa. O ginasta possui ainda um movimento com seu nome, de execução na barra fixa: Cassina. Em 2005, criou o Cassina 2, de realização no mesmo aparelho.